# Altertheim
Altertheim település Németországban, azon belül Bajorországban. Lakosainak száma 2046 fő (2023. december 31.). Altertheim Neubrunn, Helmstadt, Irtenberger Wald, Großrinderfeld és Werbach községekkel határos.

## Népesség
A település népessége az elmúlt években az alábbi módon változott:
| Lakosok száma | 1695 | 924  | 2017 | 1994 | 1970 | 1945 | 2000 | 2006 | 2056 | 2046 |
|               | 1970 | 1975 | 2011 | 2012 | 2014 | 2015 | 2017 | 2019 | 2022 | 2023 |